# Частина 9: Маршал
Частина 9: Маршал — дев'ятий епізод американського телевізійного серіалу «Мандалорець» і перша частина другого сезону. Написана та зрежисована Джоном Фавро, випущена на «Disney+» 30 жовтня 2020 року. Головну роль грає Педро Паскаль — Мандалорець, самотній мисливець за головами. Українською мовою серія озвучена студією «Стругачка».

## Зміст
Мандалорцю було доручено повернути свого підопічного, Дитя, джедаям. Мандалорець прибуває до приміщення де має перебувати Гор Кореш. В приміщенні відбуваються бої; у передніх рядах сидить Гор. Гор стріляє в одного із змагальників і всі націлюються на Мандо. Гор хоче обладунки Мандалорця. Мандо ліквідовує більшість охоронців «пташками-свистунцями», а з рештою розбирається в рукопашному бою. Гор втікає; але недалеко. Мандо пропонує Гору повідомити, де мандалорці — і він піде, не вбивши Кореша. Мандалорець його знерухомлює і дізнається необхідну інформацію — мандалорці, за чутками, діють у містечку Мос Пелґо на Татуїні.
Мандо з Малюком рушають на Татуїн; вони зупиняються у Пелі Мотто. Мандо бере у Пелі спідер й рушає на пошуки загубленого містечка. Там він дізнається, що в Мос Пелґо немає мандалорців, але стикається з маршалом Кобом Вантом, який носить мандалорські обладунки. Вант пояснює, що він звільнив своє містечко від контролю Піщаних людей, використовуючи цю броню, яку він купив у Джав у пустелі. Містечко тепер часто атакує крайт-дракон. Вант погоджується повернути мандалорську броню в обмін на допомогу в убивстві крайт-дракона.
Мандо і Маршал на гравіциклах прямують в пустелю. Маршал оповідає Мандалорцю як Мос Пелґо через «Шахтарський колектив» за ніч перетворився в місто рабів. Як він утік та блукав пустелею і як його врятували мешканці краулера джави. І як за вкрадені кристали він купив у джав мандалорські обладунки. По тому він знищив завдяки обладункам «Шахтарський колектив» і визволив Мос Пелґо. В ущелині їх перестрівають страшенні хижаки. Але вони є домашніми песиками пустельних рейдерів. Мандалорець укладає угоду з таскенськими рейдерами.
Мандалорець укладає угоду між жителями села Мос Пелґо і місцевим кланом Таскенських рейдерів, щоб разом вбити крайт-дракона в обмін на мир між групами. Тусканці прибувають до селища — їх зустрічають озброєною тишею. Разом вони вирушають до печери, обвішані вибухівкою. Злучені сили обкопують вхід в печеру вибухівкою і виманюють крайт-дракона «на живця» — тусканці і жителі селища стають перед печерою дракона. Тусканці постріла з пращ «роздраконюють» дракона — але він повзе назад. Тоді його обстрілюють всі — й дракон кидається з печери. Мандалорець підриває вибухівку — черево найслабше місце дракона. Однак дракон вибивається з вершини гори. Маршал пострілом із базуки привертає увагу крайт-дракона; Мандо просить його захистити Дитя і усуває напарника з поля бою. Сам лишається біля обвішаної вибухівкою в'ючної тварини рейдерів. Дракон їх ковтає і ховається під гору.
Дракон вибивається на поверхню і випльовує Мандо. Мандалорець на льоту підриває вибухівку під черевом дракона.
Мандалорець вирушає з обладунками. Здалеку за ним спостерігає Боба Фетт.

## Створення
Епізод був написаний і зрежисований творцем серіалу Джоном Фавро, це стало його режисерським дебютом в «Мандалорці». Фавро написав більшість епізодів першого сезону, але не міг зняти їх через напружений графік — зі зйомками Короля Лева. Персонаж Кобба Ванта вперше був представлений у романі-трилогії «Зоряні війни: наслідки», опублікованій протягом 2015—2017 років. Чак Вендіг, автор трилогії, не знав про появу Ванта в епізоді і дізнався про це лише після отримання прямих повідомлень та електронних листів.

## Сприйняття
«Розділ 9: Маршал» отримав визнання критиків. На «Rotten Tomatoes» серія має рейтинг схвалення 95 % на основі відгуків 80 критиків із середнім рейтингом 8,02/10. Консенсус критиків вебсайту говорить: «З дивовижними поворотами, чудовими розоротами та безліччю турбошвидкісних дій „Маршал“ — це вражаюче повернення для Мандалорця, яке не економить на Малюкові».
Нік Аллен з «RogerEbert.com» високо оцінив послідовність дій крайт-дракона та музику Людвіга Йоранссона.
Ден Фінберг із «Голлівуд-репортер» був збентежений тим, що другий сезон серіалу може стати роздутим або зіпсованим запамороченням від успіху першого сезону, але дійшов висновку: «Результатом для сезону стало його найбільше і, можливо, найцікавіше — розважальність».
Бен Ліндберг із «The Ringer» розкритикував схожість епізоду з попередніми частинами та заявив, що серія «нагадувала поєднання здебільшого епізодів монстрів тижня в середині минулого сезону, які не пролили багато світла на сюжетну лінію».
Алан Сепінволл з «Rolling Stone»: «В серії застосовувалося багато кліше, але таких, які „Мандалорець“ виконує на дуже високому рівні. І тому знайомство з ним стає особливістю, а не помилкою. Це задоволення побачити, як західні архетипи можна так легко відобразити у Всесвіті „Зоряних воєн“».
Кеті Райф з «The A.V. Club»: «Цей спін — це дуже Зоряні війни. Зокрема, тим, що він наголошує на видах, які об'єднуються для загального блага. Це спрацювало на Альянс Повстанців і Татуїн».
Станом на лютий 2021 року на сайті Internet Movie Database серія отримала рейтинг схвалення 8.9 із можливих 10 при 21076 голосів.

## Знімались
- Педро Паскаль — Мандалорець
- Джон Легвізамо — Гор Кореш
- Емі Седаріс — Пелі Мотто
- Тімоті Оліфант — Кобб Вант
- Темуера Моррісон — замаскована постать
- Айзек Сінглтон-молодший — Твілек Доорман
- Девід Чоу — глядач за кільцем
- Вільям Ерл Браун — власник Вегуей